# Igor' Vital'evič Savickij
Igor' Vital'evič Savickij in russo Игорь Витальевич Савицкий? (Kiev, 4 agosto 1915 – Mosca, 27 luglio 1984) è stato un pittore e archeologo sovietico.

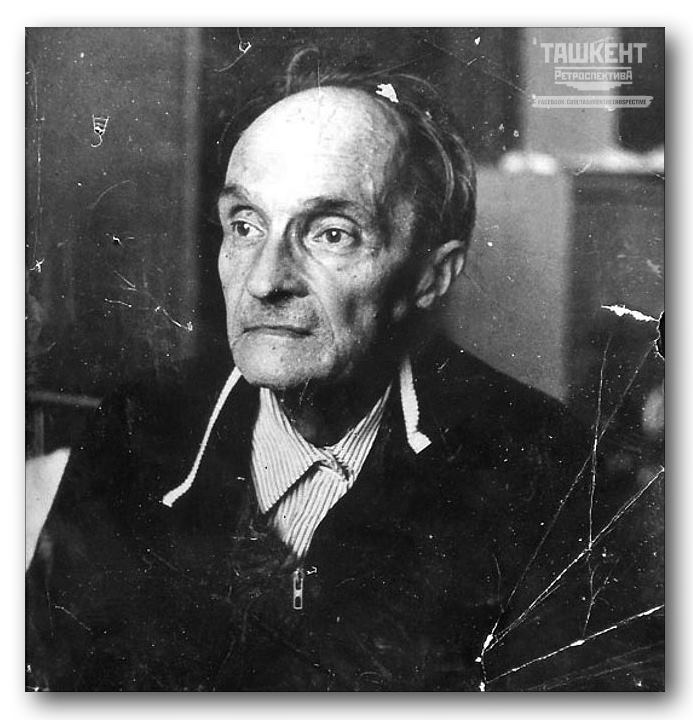
Igor' Vital'evič Savickij

Collezionò durante la sua vita un grande numero di capolavori pittorici delle avanguardie russe ed uzbeke (si stima che la collezione sia di circa 81500 tra disegni e quadri) banditi dalla censura sovietica ed i cui autori furono perseguitati dal regime, spesso imprigionati e deportati.
La straordinaria collezione è visibile nel museo Savickij di Nukus, capitale del Karakalpakstan, repubblica dell'Uzbekistan. Proprio l'isolamento del Karakalpakstan permise a Savitsky di preservare questi tesori.
Nel 2025 la figura di Igor Savickij è stata raccontata in forma romanzata nel libro Anche se proibito. La folle impresa di Igor V. Savitsky di Giulio Ravizza.